# رامون زابالو
رامون زابالو (اسپانیایی: Ramón Zabalo‎؛ ۱۰ ژوئن ۱۹۱۰ – ۲ ژانویهٔ ۱۹۶۷) بازیکن فوتبال اهل اسپانیا بود.
از باشگاه‌هایی که در آن بازی کرده‌است می‌توان به بارسلونا اشاره کرد.
وی همچنین در تیم ملی فوتبال اسپانیا بازی کرده است.